# Kohath Baron
Pour les articles homonymes, voir Baron.
Kohath Baron, né le 10 octobre 2002 à Berekua, est un coureur cycliste dominiquais.

## Biographie
Originaire de Berekua, Kohath Baron réside habituellement à Roseau, la capitale de la Dominique. Il commence à pratiquer le cyclisme vers l'âge de quatorze ans. Sportif amateur, il obtient plusieurs victoires et diverses places d'honneur sur des courses dominicaines entre 2018 et 2020. Il bénéficie du soutien financier de Sagicor General, l'une des compagnies d'assurance les plus anciennes des Caraïbes. 
Lors de la saison 2021, il effectue un stage de trois mois au sein du Zappi Racing Team, un club basé en Italie. En 2022, il s'impose sur une épreuve disputée à Antigua-et-Barbuda. Il représente par ailleurs son pays aux Jeux du Commonwealth. L'année suivante, il accomplit de nouveau un stage en Italie avec le Zappi Racing Team. Il participe également aux championnats du monde espoirs de Glasgow. 
En mars 2024, il remporte une course par étapes organisée sur l'île de Grand Bahama. Quelques mois plus tard, il devient champion de Dominique sur route. Il conserve ensuite son titre de champion national en 2025. 

## Palmarès
- 2024
  -  Champion de Dominique sur route
  - Tour de Grand Bahama
- 2025
  -  Champion de Dominique sur route